# Municipio de Divide (condado de Phelps)
El municipio de Divide (en inglés: Divide Township) es un municipio ubicado en el condado de Phelps en el estado estadounidense de Nebraska. En el año 2010 tenía una población de 344 habitantes y una densidad poblacional de 3,36 personas por km².

## Geografía
El municipio de Divide se encuentra ubicado en las coordenadas 40°28′53″N 99°14′30″O / 40.48139, -99.24167. Según la Oficina del Censo de los Estados Unidos, el municipio tiene una superficie total de 102.42 km², de la cual 102,42 km² corresponden a tierra firme y (0 %) 0 km² es agua.

## Demografía
Según el censo de 2010, había 344 personas residiendo en el municipio de Divide. La densidad de población era de 3,36 hab./km². De los 344 habitantes, el municipio de Divide estaba compuesto por el 96,8 % blancos, el 0,29 % eran amerindios, el 0,87 % eran de otras razas y el 2,03 % eran de una mezcla de razas. Del total de la población el 2,62 % eran hispanos o latinos de cualquier raza.